# Rattus novaeguineae
Rattus novaeguineae is een rat die voorkomt in Papoea-Nieuw-Guinea, op 740 tot 1525 m hoogte. Dit dier lijkt veel op Rattus steini hageni en werd tot die ondersoort gerekend tot hij in 1982 als een aparte, nieuwe soort werd beschreven.
R. novaeguineae is een middelgrote rat met een harde, stekelige vacht. Vooral de rugvacht is stekelig. De bovenkant van het lichaam is bruin, de onderkant geel of wit, met een zeer duidelijke scheiding. De oren zijn bedekt met zeer korte, bruine haartjes. De staart is bruin, soms met wat witte stukken. De voeten zijn van boven wit. De kop-romplengte bedraagt 135 tot 200 mm, de staartlengte 131 tot 185 mm en de achtervoetlengte 34 tot 41 mm. De staartpunt is ook wit. Vrouwtjes hebben 2+2=8 mammae.
Aziatische zwarte rat (Rattus tanezumi)
· Bruine rat (Rattus norvegicus)
· Engganorat (Rattus enganus)
· Nillubergrat (Rattus montanus)
· Polynesische rat (Rattus exulans)
· Rattus adustus
· Rattus andamanensis
· Rattus arfakiensis
· Rattus argentiventer
· Rattus arrogans
· Rattus baluensis
· Rattus blangorum
· Rattus bontanus
· Rattus burrus
· Rattus ceramicus
· Rattus colletti
· Rattus detentus
· Rattus elaphinus
· Rattus everetti
· Rattus facetus
· Rattus feileri
· Rattus feliceus
· Rattus fuscipes
· Rattus giluwensis
· Rattus hainaldi
· Rattus halmaheraensis
· Rattus hoffmanni
· Rattus hoogerwerfi
· Rattus jobiensis
· Rattus koopmani
· Rattus korinchi
· Rattus leucopus
· Rattus losea
· Rattus lugens
· Rattus lutreolus
· Rattus macleari
· Rattus marmosurus
· Rattus mindorensis
· Rattus mollicomulus
· Rattus mordax
· Rattus morotaiensis
· Rattus nativitatis
· Rattus nikenii
· Rattus niobe
· Rattus nitidus
· Rattus novaeguineae
· Rattus ombirah
· Rattus omichlodes
· Rattus osgoodi
· Rattus palmarum
· Rattus pelurus
· Rattus pococki
· Rattus praetor
· Rattus pyctoris
· Rattus ranjiniae
· Rattus richardsoni
· Rattus sakeratensis
· Rattus salocco
· Rattus sanila
· Rattus satarae
· Rattus simalurensis
· Rattus sordidus
· Rattus steini
· Rattus stoicus
· Rattus taliabuensis
· Rattus tawitawiensis
· Rattus timorensis
· Rattus tiomanicus
· Rattus tunneyi
· Rattus vandeuseni
· Rattus verecundus
· Rattus villosissimus
· Rattus xanthurus
· Zwarte rat (Rattus rattus)